# Watanabe Kota
Watanabe Kota (渡辺 皓太 Độ Biên Hạo Thái, sinh ngày 18 tháng 10 năm 1998) là một cầu thủ bóng đá người Nhật Bản. Anh thi đấu cho Tokyo Verdy.

## Sự nghiệp
Watanabe Kota gia nhập câu lạc bộ tại J2 League Tokyo Verdy năm 2016.